# Península d'Artà
La península d'Artà és una península situada a l'extrem nord-est de l'illa de Mallorca. Ocupa els termes municipals d'Artà i Capdepera, i una petita part del terme de Son Servera.
La península s'estén des de s'Estanyol d'Artà, a la costa est de la Badia d'Alcúdia, fins al Port Vell de Son Servera. Ocupa una extensió de gairebé 18.500 Ha.
L'orografia és abrupta, ja que la península es correspon amb els darrers contraforts de les Serres de Llevant, i hi ha els cims més destacables d'aquesta modesta i irregular serralada mallorquina, com la Talaia Freda, de 561 m, o el Bec de Ferrutx, de 519.
Actualment, una gran part d'aquesta península s'inclou dins el Parc Natural de Llevant i resta protegida, ja que la costa artanenca té uns paratges d'elevadíssim valor paisatgístic i mediambiental. Tot i això, les muntanyes d'Artà han patit ens els darrers decennis nombrosos incendis forestals que les han devastat gairebé completament.